# Distretto di Saint-Malo
Il distretto di Saint-Malo era una divisione territoriale francese del dipartimento dell'Ille-et-Vilaine, istituita nel 1790 e soppressa nel 1795.
Era formato dai cantoni di Saint-Malo, Cancale, Chateauneuf, Miniac, Saint Briac, Saint Pierre e Tintenniac.